# Дрожжин Михайло Іванович
Михайло Іванович Дрожжин (10 січня 1901 , М'ячковоd, Московська губернія, Російська імперія  — жовтень 1970 , Київ ) — український радянський діяч, в.о. 1-го секретаря Сталінського обкому КП(б)У, 2-й секретар Чернігівського обкому КП(б)У. Депутат Верховної Ради УРСР 1-го скликання (1938—1947). Член Ревізійної комісії КП(б)У (1938—1949).

## Біографія
Народився 10 січня 1901 року в родині робітника-коваля в селі М'ячково, тепер Коломенський район, Московська область, Росія (за даними газет 1938 року — народився в місті Луганську). З 1909 по 1912 рік навчався в Пушкінській школі міста Луганська. З 1912 по 1914 рік — учень ремісничого заводського училища в Луганську.
Трудову діяльність розпочав у травні 1914 року токарем Луганського паровозоремонтного заводу Гартмана. Працював на паровозоремонтному заводі до 1922 року.
У 1919 році, як рядовий червоноармієць, брав участь в обороні Луганська від військ генерала Денікіна. У 1921 році вступив до комсомолу.
У 1922—1925 роках — у Червоній армії. Служив у прикордонному загоні військ ДПУ Криму в місті Севастополі.
З березня 1925 по травень 1929 року — токар Луганського паровозоремонтного заводу імені Жовтневої революції.
Член ВКП(б) з лютого 1926 року.
У 1929—1930 роках — член правління Луганської окружної кредитної спілки.
У 1930—1932 роках — голова правління Луганської районної колгоспної спілки (колгоспцентру), член правління Луганського районного галузевого кооперативного товариства по заготівлі зернових культур (райкоопзерно).
У 1932—1937 роках — старший майстер 11-го і 12-го прогонів новопаровозного цеху Луганського (Ворошиловградського) паровозоремонтного заводу імені Жовтневої революції. З 1933 по 1934 рік без відриву від виробництва навчався в Луганському вечірньому комуністичному університеті.
З березня 1937 року — секретарем комітету КП(б)У новопаровозного цеху Ворошиловградського паровозоремонтного заводу імені Жовтневої революції.
З кінця 1937 по 1938 рік — 2-й секретар Ворошиловградського міського комітету КП(б)У Донецької області.
У 1938—1940 роках — в.о. 1-го секретаря, 1-й секретар Краматорського міського комітету КП(б)У Сталінської області.
26 червня 1938 року обраний депутатом Верховної Ради УРСР 1-го скликання по Краматорській виборчій окрузі № 262 Сталінської області
З лютого 1940 року — 3-й секретар Сталінського обласного комітету КП(б)У.
Учасник німецько-радянської війни з серпня 1941. У 1941—1943 року — член Військової ради оперативної групи гвардійських мінометних частин Чорноморської групи військ Північно-Кавказького і Закавказького фронтів.
У червні 1943 — лютому 1944 року —  в.о. 1-го секретаря (3-й секретар) Сталінського обласного комітету КП(б)У. У лютому — травні 1944 року —  3-й секретар Сталінського обласного комітету КП(б)У.
У травні 1944 — березні 1948 року — 2-й секретар Чернігівського обласного комітету КП(б)У. Потім перебував на навчанні.
У вересні 1954 — жовтні 1970 року — начальник господарчого управління Міністерства внутрішніх справ (МВС) Української РСР.
Помер у жовтні 1970 року в місті Києві.

## Звання
- полковий комісар
- полковник

## Нагороди
- орден Леніна (22.02.1943)
- орден Трудового Червоного Прапора (23.01.1948)
- медаль «За оборону Сталінграда»
- медаль «За оборону Кавказу»
- медаль «За перемогу над Німеччиною у Великій Вітчизняній війні 1941—1945 рр.»
- медаль «20 років перемоги у Великій Вітчизняній війні 1941—1945 рр.» (1965)
- медаль «50 років Збройних Сил СРСР»
- медаль «В ознаменування 100-річчя з дня народження Володимира Ілліча Леніна» (1970)